# Qualificazioni al campionato mondiale di calcio 2014 - CAF
Le qualificazioni per il campionato mondiale di calcio 2014 per i paesi affiliati alla CAF hanno determinato le 5 squadre africane che prenderanno parte alla fase finale in Brasile, nel 2014.
Le fasi per la qualificazione erano tre:
1. Le 24 squadre africane con ranking più basso nella Classifica mondiale della FIFA si sono affrontate in 12 confronti diretti; le 12 vincenti si sono qualificate alla seconda fase.
2. Le altre 28 squadre, più le 12 qualificate del primo turno, sono state divise in 10 gironi da 4 squadre ciascuno; le vincenti di ogni girone si sono qualificate al terzo turno.
3. Le 10 squadre rimanenti si sono incontrate in 5 spareggi andata e ritorno; le vincenti sono state promosse alla fase finale dei mondiali.

## Prima fase
| Squadra 1           | Totale      | Squadra 2      | Andata | Ritorno |
| ------------------- | ----------- | -------------- | ------ | ------- |
| Seychelles          | 0 – 7       | Kenya          | 0 – 3  | 0 – 4   |
| Guinea-Bissau       | 1 – 2       | Togo           | 1 – 1  | 0 – 1   |
| Gibuti              | 0 – 8       | Namibia        | 0 – 4  | 0 – 4   |
| Mauritius           | per ritiro  | Liberia        | –      | –       |
| Comore              | 1 – 5       | Mozambico      | 0 – 1  | 1 – 4   |
| Guinea Equatoriale  | 3 – 2       | Madagascar     | 2 – 0  | 1 – 2   |
| Somalia             | 0 – 5       | Etiopia        | 0 – 0  | 0 – 5   |
| Lesotho             | 3 – 2       | Burundi        | 1 – 0  | 2 – 2   |
| Eritrea             | 2 – 4       | Ruanda         | 1 – 1  | 1 – 3   |
| eSwatini            | 2 – 8       | RD del Congo   | 1 – 3  | 1 – 5   |
| São Tomé e Príncipe | 1 – 6       | Rep. del Congo | 0 – 5  | 1 – 1   |
| Ciad                | 2 – 2 (gfc) | Tanzania       | 1 – 2  | 1 – 0   |

- Mauritius si è ritirata dalla competizione il 31 ottobre 2011[1].

## Seconda fase
Le 40 nazionali qualificate sono state suddivise in dieci gruppi da quattro squadre ciascuno. Il sorteggio si è svolto a Rio de Janeiro in Brasile il 30 luglio 2011. Le squadre hanno giocato un girone all'italiana con partite di andata e ritorno a partire da giugno 2012.

### I gruppi
Dal sorteggio sono stati formati i seguenti raggruppamenti:
| Gruppo A                                              | Gruppo B                                                   | Gruppo C                                       | Gruppo D                           | Gruppo E                                        |
| ----------------------------------------------------- | ---------------------------------------------------------- | ---------------------------------------------- | ---------------------------------- | ----------------------------------------------- |
| - Sudafrica - Botswana - Rep. Centrafricana - Etiopia | - Tunisia - Capo Verde - Sierra Leone - Guinea Equatoriale | - Costa d'Avorio - Marocco - Gambia - Tanzania | - Ghana - Zambia - Sudan - Lesotho | - Burkina Faso - Gabon - Niger - Rep. del Congo |

| Gruppo F                             | Gruppo G                                 | Gruppo H                          | Gruppo I                                | Gruppo J                              |
| ------------------------------------ | ---------------------------------------- | --------------------------------- | --------------------------------------- | ------------------------------------- |
| - Nigeria - Malawi - Kenya - Namibia | - Egitto - Guinea - Zimbabwe - Mozambico | - Algeria - Mali - Benin - Ruanda | - Camerun - Libia - Togo - RD del Congo | - Senegal - Uganda - Angola - Liberia |

#### Gruppo A
| Squadra            | Pt | G | V | N | P | GF | GS | DR |
| ------------------ | -- | - | - | - | - | -- | -- | -- |
| Etiopia            | 13 | 6 | 4 | 1 | 1 | 8  | 6  | +2 |
| Sudafrica          | 11 | 6 | 3 | 2 | 1 | 12 | 5  | +7 |
| Botswana           | 7  | 6 | 2 | 1 | 3 | 8  | 10 | -2 |
| Rep. Centrafricana | 3  | 6 | 1 | 0 | 5 | 5  | 12 | -7 |

|                    | Botswana (bandiera) | Rep. Centrafricana (bandiera) | Etiopia (bandiera) | Sudafrica (bandiera) |
| ------------------ | ------------------- | ----------------------------- | ------------------ | -------------------- |
| Botswana           | –                   | 3 – 2                         | 3 – 0*             | 1 – 1                |
| Rep. Centrafricana | 2 – 0               | –                             | 1 – 2              | 0 – 3                |
| Etiopia            | 1 – 0               | 2 – 0                         | –                  | 2 – 1                |
| Sudafrica          | 4 – 1               | 2 – 0                         | 1 – 1              | –                    |

#### Gruppo B
| Squadra            | Pt | G | V | N | P | GF | GS | DR |
| ------------------ | -- | - | - | - | - | -- | -- | -- |
| Tunisia            | 14 | 6 | 4 | 2 | 0 | 13 | 6  | +7 |
| Capo Verde         | 9  | 6 | 3 | 0 | 3 | 9  | 7  | +2 |
| Sierra Leone       | 8  | 6 | 2 | 2 | 2 | 10 | 10 | 0  |
| Guinea Equatoriale | 2  | 6 | 0 | 2 | 4 | 6  | 15 | -9 |

|                    | Capo Verde (bandiera) | Guinea Equatoriale (bandiera) | Sierra Leone (bandiera) | Tunisia (bandiera) |
| ------------------ | --------------------- | ----------------------------- | ----------------------- | ------------------ |
| Capo Verde         | –                     | 3 – 0*                        | 1 – 0                   | 1 – 2              |
| Guinea Equatoriale | 0 – 3*                | –                             | 2 – 2                   | 1 – 1              |
| Sierra Leone       | 2 – 1                 | 3 – 2                         | –                       | 2 – 2              |
| Tunisia            | 3 – 0*                | 3 – 1                         | 2 – 1                   | –                  |

#### Gruppo C
| Squadra        | Pt | G | V | N | P | GF | GS | DR  |
| -------------- | -- | - | - | - | - | -- | -- | --- |
| Costa d'Avorio | 14 | 6 | 4 | 2 | 0 | 15 | 5  | +10 |
| Marocco        | 9  | 6 | 2 | 3 | 1 | 9  | 8  | +1  |
| Tanzania       | 6  | 6 | 2 | 0 | 4 | 8  | 12 | -4  |
| Gambia         | 4  | 6 | 1 | 1 | 4 | 4  | 11 | -7  |

|                | Costa d'Avorio (bandiera) | Gambia (bandiera) | Marocco (bandiera) | Tanzania (bandiera) |
| -------------- | ------------------------- | ----------------- | ------------------ | ------------------- |
| Costa d'Avorio | –                         | 3 – 0             | 1 – 1              | 2 – 0               |
| Gambia         | 0 – 3                     | –                 | 1 – 1              | 2 – 0               |
| Marocco        | 2 – 2                     | 2 – 0             | –                  | 2 – 1               |
| Tanzania       | 2 – 4                     | 2 – 1             | 3 – 1              | –                   |

#### Gruppo D
| Squadra | Pt | G | V | N | P | GF | GS | DR  |
| ------- | -- | - | - | - | - | -- | -- | --- |
| Ghana   | 15 | 6 | 5 | 0 | 1 | 18 | 3  | +15 |
| Zambia  | 11 | 6 | 3 | 2 | 1 | 11 | 4  | +7  |
| Lesotho | 5  | 6 | 1 | 2 | 3 | 4  | 16 | -12 |
| Sudan   | 2  | 6 | 0 | 2 | 4 | 4  | 14 | -10 |

|         | Ghana (bandiera) | Lesotho (bandiera) | Sudan (bandiera) | Zambia (bandiera) |
| ------- | ---------------- | ------------------ | ---------------- | ----------------- |
| Ghana   | –                | 7 – 0              | 4 – 0            | 2 – 1             |
| Lesotho | 0 – 2            | –                  | 0 – 0            | 1 – 1             |
| Sudan   | 1 – 3            | 2 – 3              | –                | 0 – 3*            |
| Zambia  | 1 – 0            | 4 – 0              | 1 – 1            | –                 |

#### Gruppo E
| Squadra        | Pt | G | V | N | P | GF | GS | DR |
| -------------- | -- | - | - | - | - | -- | -- | -- |
| Burkina Faso   | 12 | 6 | 4 | 0 | 2 | 7  | 4  | +3 |
| Rep. del Congo | 11 | 6 | 3 | 2 | 1 | 7  | 3  | +4 |
| Gabon          | 7  | 6 | 2 | 1 | 3 | 5  | 6  | -1 |
| Niger          | 4  | 6 | 1 | 1 | 4 | 6  | 12 | -6 |

|                | Burkina Faso (bandiera) | Rep. del Congo (bandiera) | Gabon (bandiera) | Niger (bandiera) |
| -------------- | ----------------------- | ------------------------- | ---------------- | ---------------- |
| Burkina Faso   | –                       | 0 – 3*                    | 1 – 0            | 4 – 0            |
| Rep. del Congo | 0 – 1                   | –                         | 1 – 0            | 1 – 0            |
| Gabon          | 1 – 0                   | 0 – 0                     | –                | 4 – 1            |
| Niger          | 0 – 1                   | 2 – 2                     | 3 – 0*           | –                |

#### Gruppo F
| Squadra | Pt | G | V | N | P | GF | GS | DR |
| ------- | -- | - | - | - | - | -- | -- | -- |
| Nigeria | 12 | 6 | 3 | 3 | 0 | 7  | 3  | +4 |
| Malawi  | 7  | 6 | 1 | 4 | 1 | 4  | 5  | -1 |
| Kenya   | 6  | 6 | 1 | 3 | 2 | 4  | 5  | -1 |
| Namibia | 5  | 6 | 1 | 2 | 3 | 2  | 4  | -2 |

|         | Kenya (bandiera) | Malawi (bandiera) | Namibia (bandiera) | Nigeria (bandiera) |
| ------- | ---------------- | ----------------- | ------------------ | ------------------ |
| Kenya   | –                | 0 – 0             | 1 – 0              | 0 – 1              |
| Malawi  | 2 – 2            | –                 | 0 – 0              | 1 – 1              |
| Namibia | 1 – 0            | 0 – 1             | –                  | 1 – 1              |
| Nigeria | 1 – 1            | 2 – 0             | 1 – 0              | –                  |

#### Gruppo G
| Squadra   | Pt | G | V | N | P | GF | GS | DR |
| --------- | -- | - | - | - | - | -- | -- | -- |
| Egitto    | 18 | 6 | 6 | 0 | 0 | 16 | 7  | +9 |
| Guinea    | 10 | 6 | 3 | 1 | 2 | 13 | 8  | +5 |
| Mozambico | 3  | 6 | 0 | 3 | 3 | 2  | 10 | -8 |
| Zimbabwe  | 2  | 6 | 0 | 2 | 4 | 4  | 9  | -5 |

|           | Egitto (bandiera) | Guinea (bandiera) | Mozambico (bandiera) | Zimbabwe (bandiera) |
| --------- | ----------------- | ----------------- | -------------------- | ------------------- |
| Egitto    | –                 | 4 – 2             | 2 – 0                | 2 – 1               |
| Guinea    | 2 – 3             | –                 | 6 – 1                | 1 – 0               |
| Mozambico | 0 – 1             | 0 – 0             | –                    | 0 – 0               |
| Zimbabwe  | 2 – 4             | 0 – 1             | 1 – 1                | –                   |

#### Gruppo H
| Squadra | Pt | G | V | N | P | GF | GS | DR |
| ------- | -- | - | - | - | - | -- | -- | -- |
| Algeria | 15 | 6 | 5 | 0 | 1 | 13 | 4  | +9 |
| Mali    | 8  | 6 | 2 | 2 | 2 | 7  | 7  | 0  |
| Benin   | 8  | 6 | 2 | 2 | 2 | 8  | 9  | -1 |
| Ruanda  | 2  | 6 | 0 | 2 | 4 | 3  | 11 | -8 |

|         | Algeria (bandiera) | Benin (bandiera) | Mali (bandiera) | Ruanda (bandiera) |
| ------- | ------------------ | ---------------- | --------------- | ----------------- |
| Algeria | –                  | 3 – 1            | 1 – 0           | 4 – 0             |
| Benin   | 1 – 3              | –                | 1 – 0           | 2 – 0             |
| Mali    | 2 – 1              | 2 – 2            | –               | 1 – 1             |
| Ruanda  | 0 – 1              | 1 – 1            | 1 – 2           | –                 |

#### Gruppo I
| Squadra      | Pt | G | V | N | P | GF | GS | DR |
| ------------ | -- | - | - | - | - | -- | -- | -- |
| Camerun      | 13 | 6 | 4 | 1 | 1 | 8  | 3  | +5 |
| Libia        | 9  | 6 | 2 | 3 | 1 | 5  | 3  | +2 |
| RD del Congo | 6  | 6 | 1 | 3 | 2 | 3  | 3  | 0  |
| Togo         | 4  | 6 | 1 | 1 | 4 | 4  | 11 | -7 |

|              | Camerun (bandiera) | RD del Congo (bandiera) | Libia (bandiera) | Togo (bandiera) |
| ------------ | ------------------ | ----------------------- | ---------------- | --------------- |
| Camerun      | –                  | 1 – 0                   | 1 – 0            | 2 – 1           |
| RD del Congo | 0 – 0              | –                       | 0 – 0            | 2 – 0           |
| Libia        | 2 – 1              | 0 – 0                   | –                | 2 – 0           |
| Togo         | 0 – 3*             | 2 – 1                   | 1 – 1            | –               |

#### Gruppo J
| Squadra | Pt | G | V | N | P | GF | GS | DR |
| ------- | -- | - | - | - | - | -- | -- | -- |
| Senegal | 12 | 6 | 3 | 3 | 0 | 9  | 4  | +5 |
| Uganda  | 8  | 6 | 2 | 2 | 2 | 5  | 6  | -1 |
| Angola  | 7  | 6 | 1 | 4 | 1 | 8  | 6  | +2 |
| Liberia | 4  | 6 | 1 | 1 | 4 | 4  | 10 | -6 |

|         | Angola (bandiera) | Liberia (bandiera) | Senegal (bandiera) | Uganda (bandiera) |
| ------- | ----------------- | ------------------ | ------------------ | ----------------- |
| Angola  | –                 | 4 – 1              | 1 – 1              | 1 – 1             |
| Liberia | 0 – 0             | –                  | 0 – 2              | 2 – 0             |
| Senegal | 1 – 1             | 3 – 1              | –                  | 1 – 0             |
| Uganda  | 2 – 1             | 1 – 0              | 1 – 1              | –                 |

## Terza fase
Le 10 nazionali vincitrici di ciascun girone hanno disputato dei play-off. Il 16 settembre 2013 le dieci squadre sono state sorteggiate per stabilire gli accoppiamenti dei 5 confronti diretti, da disputarsi in partite di andata (12, 13 e 15 ottobre) e ritorno (16, 17 e 19 novembre). Le 5 squadre vincenti si sono qualificate per la Coppa del mondo 2014.
| Squadra 1      | Totale      | Squadra 2 | Andata | Ritorno |
| -------------- | ----------- | --------- | ------ | ------- |
| Costa d'Avorio | 4 – 2       | Senegal   | 3 – 1  | 1 – 1   |
| Etiopia        | 1 – 4       | Nigeria   | 1 – 2  | 0 – 2   |
| Tunisia        | 1 – 4       | Camerun   | 0 – 0  | 1 – 4   |
| Ghana          | 7 – 3       | Egitto    | 6 – 1  | 1 – 2   |
| Burkina Faso   | 3 – 3 (gfc) | Algeria   | 3 – 2  | 0 – 1   |

## Classifica marcatori
6 reti
- Mohamed Aboutrika

- Mohamed Salah

- Asamoah Gyan

5 reti
- Islam Slimani
- Salomon Kalou
- Juvenal

- Getaneh Kebede
- Saladin Said
- Bernard Parker

- Papiss Cissé

4 reti
- Trésor Mputu
- Yaya Touré

3 reti
- Sofiane Feghouli
- El Arbi Hillel Soudani
- Razak Omotoyossi
- Aristide Bancé
- Jonathan Pitroipa
- Djaniny
- Didier Drogba

- Wilfried Bony
- Dioko Kaluyituka
- Emilio Nsue
- Pierre-Emerick Aubameyang
- Abdul Majeed Waris
- Sulley Muntari
- Mohamed Yattara

- Dennis Oliech
- Youssef El-Arabi
- Lazarus Kaimbi
- Emmanuel Emenike
- Oussama Darragi
- Jacob Mulenga

2 reti
- Saphir Taïder
- Guilherme
- Rudy Gestede
- Ofentse Nato
- Jerome Ramatlhakwane
- Préjuce Nakoulma
- Eric Choupo-Moting
- Samuel Eto'o
- Jean Makoun
- Héldon Ramos
- Platini
- Foxi Kéthévoama
- Nicaise Zimbori-Auzingoni
- Mahamat Labbo
- Lacina Traoré
- Chris Malonga
- Amr Zaki

- Randy
- Shimelis Bekele
- Mustapha Jarju
- Dominic Adiyiah
- Jordan Ayew
- Christian Atsu
- Sadio Diallo
- Ibrahima Traoré
- Ahmed Zuway
- Mahamadou N'Diaye
- Mamadou Samassa
- Houssine Kharja
- Domingues
- Rudolf Bester
- Sadney Urikhob
- Victor Moses
- Labama Bokota

- Meddie Kagere
- Sadio Mané
- Moussa Sow
- Alhassan Kamara
- Sheriff Suma
- Sidumo Shongwe
- Mbwana Samatta
- Thomas Ulimwengu
- Amri Kiemba
- Lalawélé Atakora
- Issam Jemâa
- Emmanuel Okwi
- Tony Mawejje
- Christopher Katongo
- Collins Mbesuma
- Knowledge Musona

1 rete
- Nabil Ghilas
- Carl Medjani
- Madjid Bougherra
- Abdul
- Djalma
- Guedes
- Job
- Mabululu
- Bello Babatounde
- Mickaël Poté
- Stéphane Sessègnon
- Tebogo Sembowa
- Mogakolodi Ngele
- Charles Kaboré
- Djakaridja Koné
- Cédric Amissi
- Selemani Ndikumana
- Aurélien Chedjou
- Pierre Webó
- Benjamin Moukandjo
- Salif Kéïta
- Odaïr Fortes
- Marco Soares
- Babanco
- Mohamed Youssouf
- Gladys Bokese
- Patou Ebunga-Simbi
- Yves Diba Ilunga
- Dieumerci Mbokani
- Ladislas Douniama
- Ulrich Kapolongo
- Christopher Missilou
- Francis N'Ganga
- Fabrice N'Guessi
- Prince Oniangué
- Harris Tchilimbou
- Christopher Samba
- Kolo Touré
- Hosny Abd Rabo
- Mahmoud Fathallah
- Mohamed Zidan
- Hossam Ghaly
- Mohamed Nagy
- Viera Ellong
- Rincón
- Jônatas Obina
- Jimmy Bermúdez
- Abraham Tedros
- Tesfalem Tekle
- Minyahil Teshome
- Umed Ukuri
- Behailu Assefa
- Rémy Ebanega

- Bruno Ecuele Manga
- Momodou Ceesay
- Abdou Jammeh
- Jerry Akaminko
- John Boye
- Wakaso Mubarak
- Emmanuel Agyemang-Badu
- Kwadwo Asamoah
- Kevin-Prince Boateng
- Abdoul Camara
- Alhassane Bangoura
- Mohammed Diarra
- Seydouba Soumah
- Basile de Carvalho
- Tsoanelo Koetle
- Tsepo Lekhoana
- Bokang Mothoane
- Lehlomela Ramabele
- Tsepo Seturumane
- Thapelo Tale
- Litsepe Marabe
- Francis Doe
- Patrick Wleh
- Anthony Laffor
- Marcus Macauley
- Hamed Snousi
- Faisal Al Badri
- Andrew Murunga
- Brian Onyango
- Francis Kahata
- Titus Mulama
- Pascal Ochieng
- David Owino
- Victor Wanyama
- Yvan Rajoarimanana
- Falimery Ramanamahefa
- John Banda
- Robin Ngalande
- Robert Ng'ambi
- Gabadin Mhango
- Abdou Traoré
- Modibo Maïga
- Cheick Diabaté
- Hamza Abourazzouk
- Abderrazak Hamdallah
- Abdelaziz Barrada
- Younès Belhanda
- Clésio Bauque
- Maninho
- Miro
- Jerry Sitoe
- Whiskey
- Heinrich Isaacks

- Deon Hotto
- Yacouba Ali
- Daouda Kamilou
- Mahamane Cissé
- Azubuike Egwuekwe
- Victor Obinna
- Ahmed Musa
- Godfrey Oboabona
- Nnamdi Oduamadi
- Ikechukwu Uche
- Jean-Claude Iranzi
- Olivier Karekezi
- Elias Uzamukunda
- Orlando Gando
- Ibrahima Baldé
- Dame N'Doye
- Samuel Barlay
- Kei Kamara
- Mohamed Kamara
- Ibrahim Kargbo
- Mustapha Bangura
- Ibrahim Bangura
- Kermit Erasmus
- Dean Furman
- Morgan Gould
- Katlego Mphela
- Siphiwe Tshabalala
- Katlego Mashego
- Thabo Matlaba
- Bakri Almadina
- Salah Ibrahim
- Mudathir El Tahir
- Muhannad El Tahir
- Saif Eldin Ali Idris Farah
- Nurdin Bakari
- Shomari Kapombe
- Mrisho Ngassa
- Erasto Nyoni
- Kalen Damessi
- Serge Gakpé
- Komlan Amewou
- Backer Aloenouvo
- Lalawélé Atakora
- Chadi Hammami
- Hamdi Harbaoui
- Saber Khelifa
- Fakhreddine Ben Youssef
- Wahbi Khazri
- Ahmed Akaïchi
- Godfrey Walusimbi
- Nathan Sinkala
- Masimba Mambare
- Lincoln Zvasiya

Autoreti
- Adam El-Abd (pro Guinea)
- Wael Gomaa (pro Ghana)
- Jonas Mendes (pro Togo)

- Moses Chavula (pro Kenya)
- Ludovic Sané (pro Costa d'Avorio)
- Bernard Parker (pro Etiopia)

- Komlan Amewou (pro Libia)